# Hidra de Lerna
A Hidra de Lerna (em grego clássico:  Ὕδρα), na mitologia grega, era um monstro, filho de Tifão e Equidna, que habitava um pântano junto ao lago de Lerna, na Argólida, hoje o que equivaleria à costa leste da região do Peloponeso. A Hidra tinha corpo de dragão e várias cabeças de serpente. Segundo a lenda, as cabeças da Hidra podiam se regenerar; algumas versões dizem que, quando se cortava uma cabeça, cresciam duas em seu lugar, mas as primeiras versões da lenda não incluíam essa característica.
A Hidra era tão venenosa que matava os homens apenas com o seu hálito e os comia; se alguém chegasse perto dela enquanto ela estava dormindo, apenas de cheirar o seu rastro a pessoa já morria em terrível tormento.
A Hidra foi derrotada por Héracles (Hércules, na mitologia romana), em seu segundo trabalho. Inicialmente Héracles tentou esmagar as cabeças, mas a cada uma que cortava surgiam duas no lugar. Decidiu então mudar de tática e, para que as cabeças não se regenerassem, pediu ao sobrinho Iolau para que as queimasse com um tição logo após o corte, cicatrizando desta forma a ferida. Sobrou então apenas a cabeça do meio, considerada imortal. Héracles cortou e enterrou a última cabeça com uma enorme pedra. Assim, o monstro foi morto.
Segundo a tradição, o monstro foi criado por Hera para matar Héracles. Quando percebeu que Héracles iria matar a serpente, Hera enviou-lhe a ajuda de um enorme caranguejo, mas Héracles pisou-o e o animal converteu-se na constelação de caranguejo (ou Câncer).
Instruído por Atena, Héracles, após matar a Hidra, aproveitou para banhar suas flechas no sangue do monstro, para torná-las venenosas. Euristeu não considerou este trabalho válido (Héracles deveria cumprir dez trabalhos, e não doze), pois o herói teve ajuda.
Héracles morreu, mais tarde, na Frígia, por causa do veneno da Hidra: após ferir mortalmente o centauro Nesso com flechas envenenadas no sangue da Hidra, este deu seu sangue a Dejanira, dizendo que era uma poção do amor, para ser usada na roupa. Dejanira acreditou, e, quando sentiu ciúmes de Hiole, usou o sangue de Nesso para banhar as roupas de Héracles, que sentiu dores de queimadura insuportáveis, preferindo o suicídio na pira crematória.

## Constelação
Os mitógrafos contam que a Hidra de Lerna e o caranguejo foram postos no céu depois que Herácles os matasse. Hera pôs o caranguejo no Zodíaco para seguir ao Leão, criando a constelação de câncer. Quando o sol está no signo de câncer, ao começar oficialmente o verão boreal, a constelação de Hydra tem suas cabeças próximas.[carece de fontes?]